# Râul Tomașlâc
Tomașlâc (în ucraineană Томашлик, transliterat: Tomașlîk) este un curs de apă, afluent de stânga al fluviului Nistru. Izvorăște în apropierea satului Sadova (Ucraina) și se revarsă în Nistru în amonte de orașul Grigoriopol (Republica Moldova). Rețeaua hidrografică este slab dezvoltată, afluenții fiind pârâiri scurte, intermitente. Râul se alimentează în principal din ape nivale. Apa apare în albie doar în perioada topirii zăpezilor și la căderea ploilor abundente.